# Black-eyed children

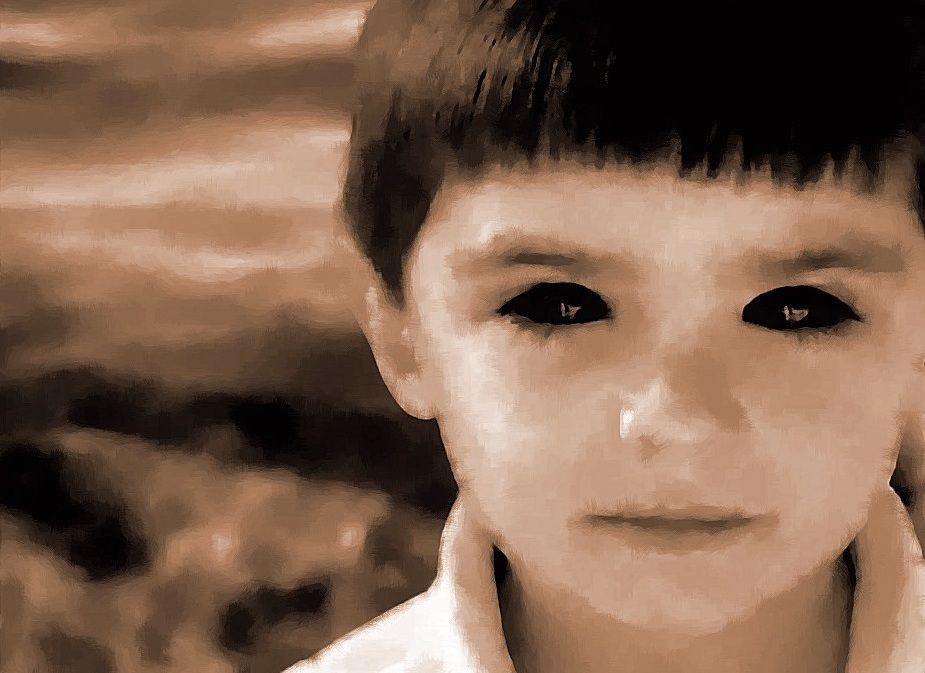
Künstlerische Darstellung eines „schwarzäugigen Kindes“

Als Black-eyed children (zu deutsch „schwarzäugige Kinder“) werden fiktive Humanoide in Gestalt von Kindern und/oder Jugendlichen bezeichnet, welche vorgeblich zwar zunächst wie normale Menschen aussehen, aber durch komplett pechschwarze Augen auffallen. Entsprechende urbane Legenden erfreuen sich besonders in den USA und in England großer Beliebtheit.

## Beschreibung
Der Mythos erzählt von Humanoiden, die wie Kinder im Alter zwischen 6 und 16 Jahren aussehen. Sie sollen ganz normal gekleidet sein und eine frühreife Sprechweise verwenden. Es wird stets behauptet, dass sie nachts an zufällig ausgesuchten Häusern klingelten und den überraschten Hauseigentümer um Einlass bäten. Meist würden sie einen leicht durchschaubaren Vorwand benutzen: Sie müssten „mal dringend telefonieren“ oder „die Toilette aufsuchen“. Das Opfer, das meist allein zuhause ist, werde spätestens dann misstrauisch, wenn ihm die komplett pechschwarzen Augen des Besuchs auffallen. Auch über eine merkwürdig blasse Hautfarbe wird berichtet. Wenn der Hausbesitzer versuche, das Kind/die Kinder wieder wegzuschicken, verhielten sich Letztere manchmal aufdringlich: Trotz höflicher Ausdrucksweise würden sie sich weigern, zu gehen, und auf verschiedenste, oft rhetorisch geschickte Art versuchen, den Hauseigentümer zu überreden, die Kinder doch noch hereinzulassen oder ihnen weiter Obdach zu gewähren. Schließlich gingen sie doch freiwillig und wenn das Opfer ihnen auf der Straße nachschaue, würde es angeblich nicht selten mit ansehen, wie sich die Kinder vor seinen Augen buchstäblich in Luft auflösten.

## Hintergrund
Bei den „schwarzäugigen Kindern“ handelt es sich um eine urbane Legende, die in den 1980er Jahren in Staffordshire, England, aufkam und erstmals in dem britischen Magazin Birmingham Mail thematisiert wurde. Im Jahr 1996 erschienen erste Berichte auch in den USA. Dort scheint die Legende in den US-Bundesstaaten Texas und Oregon ihren Anfang genommen zu haben. Um 1998 veröffentlichte der US-amerikanische Journalist Biran Bethel mehrere Artikel über vorgebliche Augenzeugenberichte, die von Begegnungen mit „schwarzäugigen Kindern“ handeln. Das Phänomen erlangte schließlich weltweite Bekanntheit. Im September 2014 berichtete das britische Magazin Daily Star mehrfach von angeblichen Begegnungen in Großbritannien. Der Mythos um die „schwarzäugigen Kinder“ erinnert Skeptiker und Autoren wie Robert B. Durham und Sharon A. Hill an vergleichbare urbane Legenden, wie zum Beispiel Slenderman und Der schwarze Hund.